# Candy (バンドユニット)
Candy（キャンディ）は、日本で活動するロックバンドユニットである。2015年3月14日にAkira_moriとeijuによって結成された。ロックを中心にジャンルにとらわれない楽曲でweb上にて活動している。

## メンバー
- Akira_mori（もり　あきら) 4月12日、島根県出身：ボーカル、アコースティック・ギター
- eiju（えいじゅ）：ベース、アコースティック・ギター、エレクトリック・ギター

### サポートメンバー
- mina（みな、2月1日、北海道出身）：ピアノ、ストリングス、SE

## 概要
Candyの作品はeijuが作曲者となり、Akira_moriが作詞という体制をとっている。原曲をeijuが持ち込み、それをメンバーで作り込んでいくのが基本となっている。曲に必要なピアノ、ストリングスなどはサポートにminaを迎えて制作している。eijuが全曲プロデュースを行っている。
Akira_moriの歌詞の世界観を大切にしたメロディーを重視した楽曲が多く発表されている。
楽曲のGuitar、Bass等の楽器は全てeijuが演奏している。
9th single『Crystal RE-MIX』がチリの音楽チャートで総合46位、ROCK TOP SONGで4位にチャートイン。

## 経緯
Akira_moriは、ヴィジュアル系ロックバンドのボーカルを経て、ソロでアコースッティックな弾き語りによるCD発売やライブ活動を幅広く行っている。
eijuは、ソロのロックアーティストとして自身のシングル、アルバム発売をはじめ他アーティストやスポーツ選手への楽曲制作、提供など幅広くマルチに活動している。
2015年3月14日に、Akira_MoriとeijuがCandyを結成。その後、楽曲の制作を開始する。eijuが曲やイメージを作りAkira_Moriが歌詞を担当している。アレンジ、プロデュースはeijuが担当している。
ロックを軸にジャンルにとらわれない作品、活動をコンセプトにしている。
サポートメンバーに北海道を中心に音楽活動をしているminaが2016年より参加しピアノ、ストリングスを担当している。
YouTubeに「Candy CHANNEL」を開設。
Candy official smartphone siteがあらたに開設。

## 使用楽器

### Akira_mori
- マイク：SHURE SM-58
- アンプ：ローランド・JC-120
- ギター
  - Yamaha APXシリーズ
  - AM ジャンボタイプ
  - CPXシリーズ
  - Morris XX-12弦
  - Fender US ムスタング／サイクロン
  - FERNANDES MT-70
- アメリカン・KAZOO：TOMBOメジャーボーイ「B」

### eiju
- ギター
  - BAT-BOY(FgN) eijuモデル
  - Fender
  - Baccbus
  - Takamineアコースティック
- アンプ
  - Peavey 5150（英語版）
  - Marshall
  - Jazz Chorus（英語版）
- ベース
  - フジゲン Anboy(FgN) eijuモデル
  - Fender
- アンプ
  - Ampeg
  - Trace Elliot（英語版）